# Jejunalsonde
Die  Jejunalsonde ist eine in der Medizintechnik verwendete Sondenform, die zur Ernährung von Patienten verwendet wird, wenn eine Zufuhr der Nahrung in den Magen nicht möglich ist.

## Name
Der Name Jejunalsonde bezieht sich auf das Jejunum (Leerdarm), den Ort, an dem der Ausgang der Sonde platziert wird.
Nach dem Ort, an dem die Sonde beim Patienten eingeführt wird, wird zwischen perkutan eingeführten Sonden, wie JET-PEG-, PEJ- und FNKJ-Sonden und Naso-Jejunal-Sonden unterschieden.

## Beschreibung
Grundelement der Jejunalsonde ist der flexible Kunststoffschlauch mit einem Außendurchmesser von 6 bis 12 Ch (2–4 mm).
Die Schlauchlänge hängt von der Größe des Patienten sowie der Ein- und Austrittstelle der Sonde ab. Es sind Längen bis zu 1,2 m verfügbar.
Jejunalsonden werden mit ein bis drei Kanälen verwendet. Dadurch ist gleichzeitige jejunale Ernährung, sowie gastrale Dekompression bei gleichzeitiger Belüftung möglich. Es sind bis zu fünf Lumen möglich.

### Perkutane Sonden
PEJ-Sonde
Perkutane enterale Jejunostomie. Sie ist vergleichbar mit einer PEG-Sonde, die im Jejunum endet.
JET-PEG-oder PEG-J-Sonde
Der Name ist aus Jejunal tube through PEG hergeleitet.
FKJ-Sonde
Feinnadel-Katheter-Jejunostomie
PLJ
Perkutane laparoskopische Jejunostomie

### Nasojejunale Sonde
Die nasojejunale Sonde ist als Nasalsonde für Kurzzeitversorgung geeignet.

## Indikation
Indikationen für jejunale Sonden,
- Intensivpatienten mit hohem gastroösophagischem Reflux
- schwere Blutvergiftung, Septischer Schock
- akute Bauchspeicheldrüsenentzündung
- schweres Polytrauma, Schädel-Hirn-Trauma
- Intensivpatienten mit Magenlähmung
- schwere Verbrennungen
- Bauchfellentzündung
- nach vollständiger operativer Entfernung der Speiseröhre
- Knochenmarktransplantation
- bei fehlendem Magen, der wegen Magengeschwüren oder Tumor entfernt werden musste[8]
- Wilkie-Syndrom (SMA Syndrome)[9]

## Kontraindikationen
- Schockgeschehen jeder Genese
- Mangelversorgung des Gewebes mit Sauerstoff (Hypoxie) 
  - Störung des Säure-Basen-Haushaltes (Azidose)
- akutes Abdomen; intestinale Perforation
- schwerer akuter Blutverlust in das Lumen des Verdauungstraktes
- mechanischer Darmverschluss (Ileus)

## Besonderheiten der Ernährung
Da durch Einbringen der Nahrung in das Jejunum ein Teil des Verdauungstrakts mit der dort stattfindenden Verdauung entfällt, sollte die Nahrung angepasst werden
Das Jejunum ist im Gegensatz zum Magen nicht dehnbar. Daher muss die Ernährung mit Jejunalsonden immer
kontinuierlich und langsam erfolgen.

## Vorteile
Die Jejunalsonde erlaubt eine Künstliche Ernährung in Form der enteralen Ernährung, auch wenn der obere Verdauungstrakt gestört ist. Sie ist nicht nur kostengünstiger als parenterale Ernährung, sie entspricht auch mehr der physiologischen Nahrungsaufnahme.

## Nachteile
Die Ernährung mit einer Jejunalsonde muss immer kontinuierlich erfolgen. Das bedeutet eine Beeinträchtigung der Mobilität des Patienten.